# کیارام
کیارام، روستایی است از توابع دهستان نیلکوه در ۳۵ کیلومتری شهرستان گالیکش در استان گلستان ایران، با آب و هوایی سرد و کوهستانی و در مسیر جاده  گالیکش به میامی واقع شده‌است. از مناطق گردشگری این روستا می‌توان جنگل گرو، غار درچفت را نام برد.
بارگاه متبرک امام زاده سید حسن ابن محمد حنفیه ابن علی ابن ابی الطالب (ع) نیز در این روستا واقع شده‌است که میزبان زائرین محترم و هر ساله در دهه محرم میزبان هیئت مذهبی می‌باشد.

## جمعیت
این روستا در دهستان نیلکوه قرار داشته و بر اساس سرشماری سال ۱۳۸۵ جمعیت آن ۲۶۲ نفر (۶۷ خانوار)
بوده‌است.